# Muralla de Falset
La Muralla de Falset és una obra de Falset (Priorat) declarada Bé Cultural d'Interès Nacional.

## Descripció
Es conserva un tram de muralla d'uns 200 m. connectat al castell, que passa pel portal del Bou (molt ben conservat), el carrer del Portal del Bou, el de l'Hospital Vell i el de Santa Joaquima Vedruna, i desapareix darrere l'església. També es conserven restes d'un altre portal (dit dels Ferrers) i d'una torre a l'inici del carrer de Dalt.